# Alberto Martín Gamero
Alberto Martín Gamero (San Martín de Montalbán, 5 de mayo de 1915-Madrid, 11 de diciembre de 1990) fue un notario y político falangista español.

## Biografía
Nació el 5 de mayo de 1915 en la localidad toledana de San Martín de Montalbán.
Camisa vieja miembro de Falange Española de las JONS, estuvo en el interior del Alcázar de Toledo durante su asedio al comienzo de la guerra civil. Combatió en el bando sublevado como alférez provisional. Tras el final del conflicto fue jefe provincial del partido unificado de FET y de las JONS en Toledo.
Durante la Segunda Guerra Mundial, marchó como voluntario de la División Azul —la unidad de voluntarios españoles enviada para combatir junto a la Alemania nazi contra la Unión Soviética— al Frente Oriental. Volvió al cabo de seis meses condecorado con la Cruz de Hierro de segunda clase. Tras su regreso desempeñaría el cargo de gobernador civil en diferentes destinos: Soria (1944-1946), Logroño (1946-1956), y Pontevedra (1956).
Ejerció de procurador en las Cortes franquistas, en calidad de consejero nacional, entre 1956 y 1964. Desempeñó los cargos de delegado nacional de Información e Investigación de FET y de las JONS (1956-1957),
inspector general económico-administrativo del Ministerio de la Vivienda, secretario general técnico del Ministerio de la Vivienda, inspector general del Ministerio de la Vivienda y de Inspector Nacional del Ministerio de la Vivienda.
También fue miembro del consejo de administración de DYRSA, sociedad constituida en 1968 editora de la publicación ultraderechista El Alcázar.
Falleció en Madrid el 11 de diciembre de 1990.

## Reconocimientos
- Cruz de Hierro de segunda clase (1941)
- Gran Cruz de la Orden del Mérito Civil (1950)[15]
- Gran Cruz de la Orden Imperial del Yugo y las Flechas (1964)[16]